# Янс дер Эникель

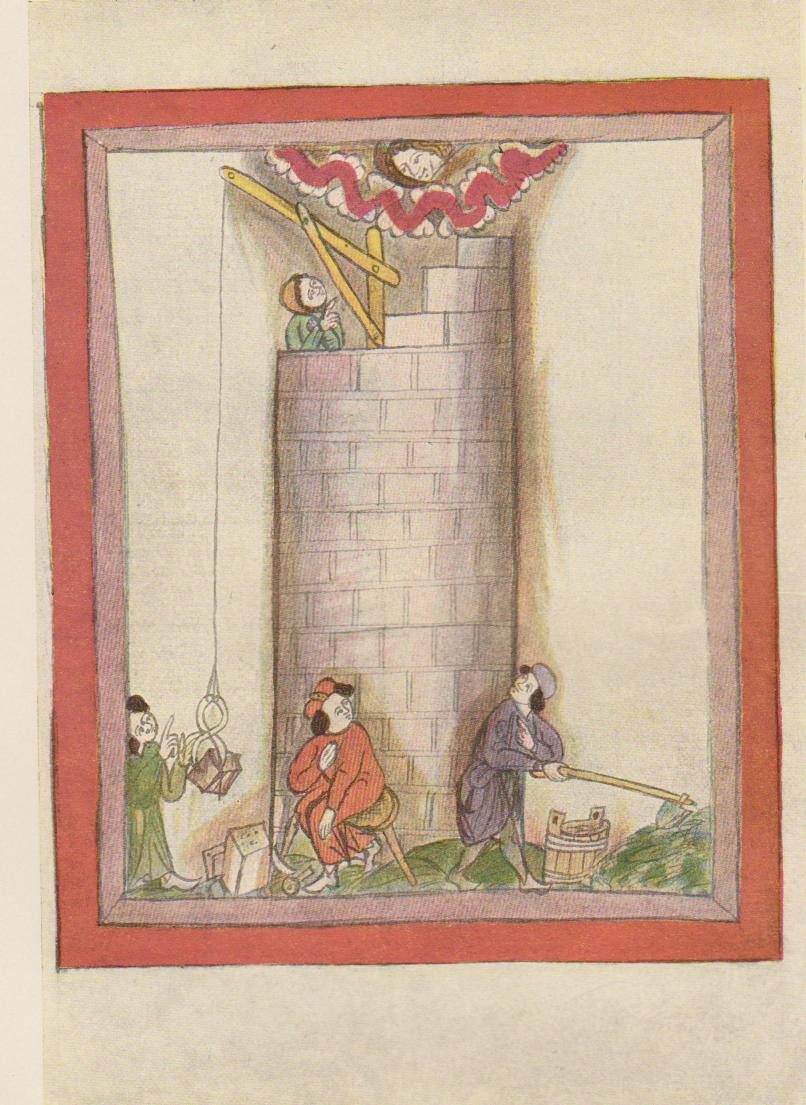
Сооружение Вавилонской башни. Миниатюра рукописи «Всемирной хроники» Янса дер Эникеля, нач. XIV в.

Янс дер Эникель, или Янс Янсен Эникель, букв. «Янс, внук Янса» (нем. Jans der Enikel, Jans Jansen Enikel, лат. Johannes Enkel, около 1230 или 1240 — между 1290 и 1302, Вена) — средневековый австрийский хронист и поэт, автор рифмованных исторических сочинений, «Всемирной хроники» (нем. Weltchronik) и «Княжеской книги» (нем. Fürstenbuch), написанных на средневерхненемецком языке. Один из наиболее известных немецкоязычных авторов XIII века, первый известный по имени летописец города Вены.

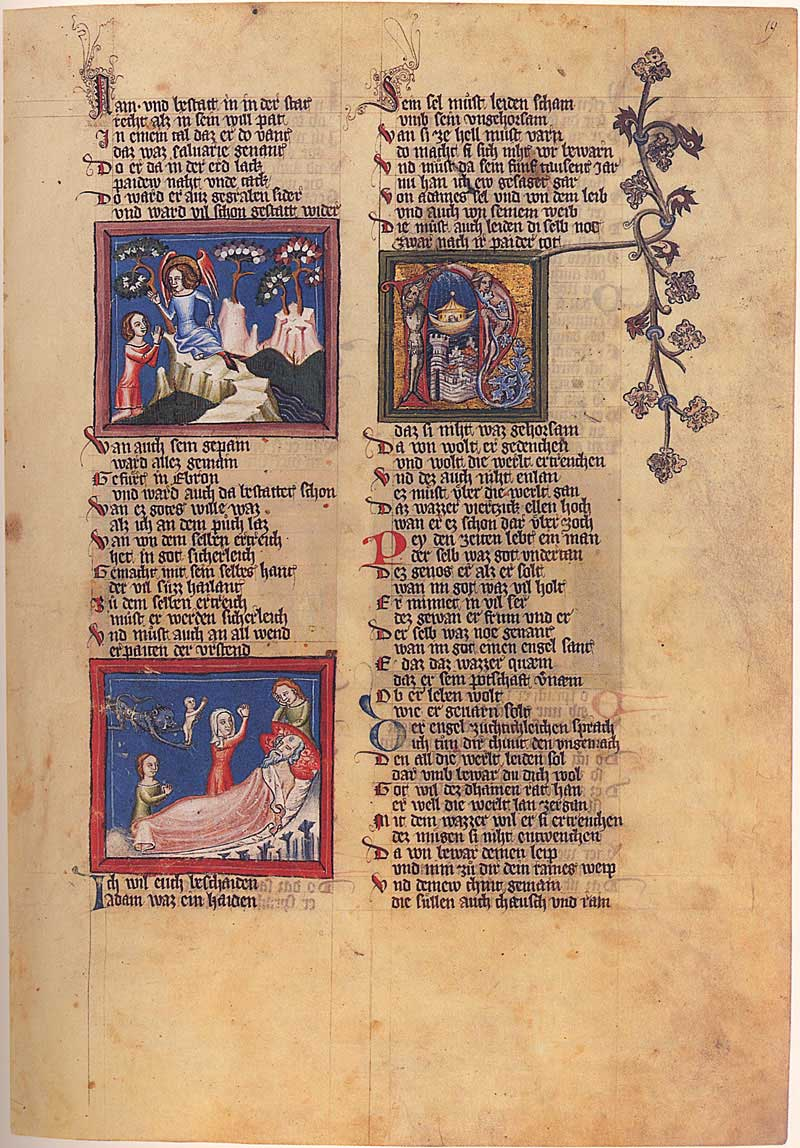
Лист рукописи «Всемирной хроники» Янса дер Эникеля с миниатюрами, изображающими Сифа, просящего у ангела яблоко c древа жизни, погребение Адама на Голгофе и Ноев ковчег, 1370 г.

## Биография

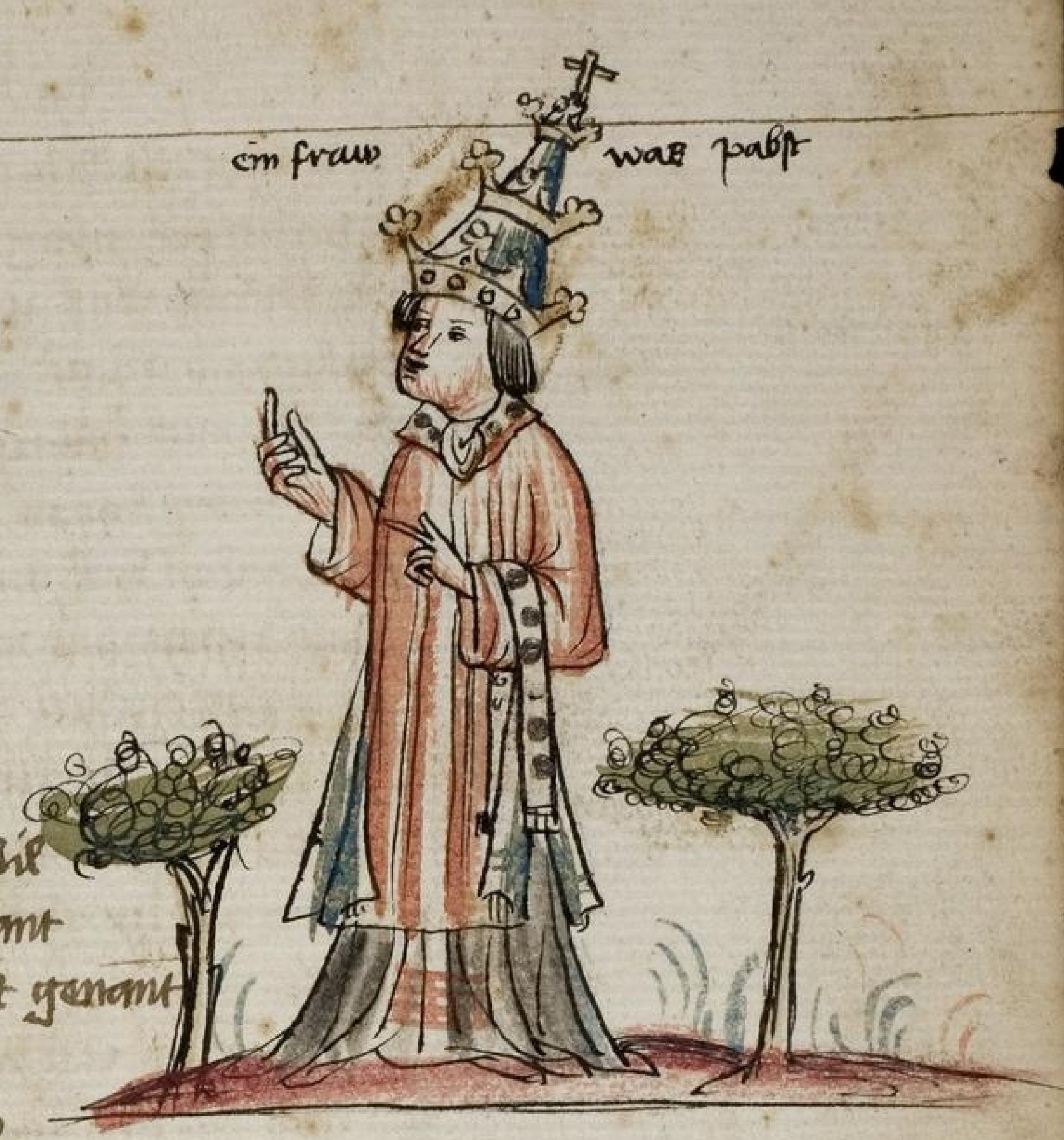
Папесса Иоанна. Миниатюра рукописи «Всемирной хроники» Янса дер Эникеля, 1420 г.

Выходец из венского городского патрициата, он родился около 1230-го или 1240 года, предположительно в семье Конрада, назначенного в 1239 году городским судьёй указом герцога Австрии Фридриха II Бабенберга (1230—1246). Согласно другой версии, отца его, зажиточного торговца, также звали Янсом, помянутый же Конрад являлся его дядей. По его собственным словам, отец, вместе с одиннадцатью венскими гражданами рыцарского звания (нем. ritterburger), был призван в 1239 году ко двору герцога Фридриха.
В своих сочинениях он также упоминает, что в раннем детстве видел войско, идущее на битву с венграми на реке Лейте (1246). Известно, что со стороны своей матери, принадлежавшей к знатному роду Палтрам и в 1262 году ушедшей в монастырь, он связан был не только с её семьёй, но и с родом Грайф. Вместе с тем, сам он по отцовской линии скорее был выходцем из бюргеров, чем из дворян, о чём свидетельствуют, во-первых, его прекрасная осведомлённость в финансово-деловых аспектах городской жизни, во-вторых, употребляемая им по отношению к себе формула «потомственный венский гражданин» (нем. rehten wienner), а в-третьих, неважное знание им латыни, в силу чего литературным трудом он, по-видимому, занялся лишь в зрелом возрасте.
Утверждения, что он являлся предком австрийского дворянского рода Эненкелей и служил в Вене каноником, ещё в XIX веке были признаны ошибочными, поскольку должность ректора тамошнего собора учреждена только в 1365 году герцогом Рудольфом IV.  
В документах архива Венского совета он фигурирует с 1271 по 1302 год, с 1275 года — под именем «Янс-писарь» (нем. Johann dem Schreiber), что позволяет предположить, что он служил секретарём городского совета (нем. stadtschreiber), вероятно, занимая эту должность до самой своей смерти. 
В некоторых документах упоминаются его сын Конрад и зять Йорг. Известно, что он владел собственным домом под номером 1 на Вильдверкерштрассе (нем. Wildwerkerstraße, 1), современной Випплингерштрассе (нем. Wipplingerstraße, 1).

## Имя
Точная форма имени хрониста варьируется из-за вариантов написания в разных рукописях, сам же он называет себя «Янсом, внуком Яна»: на средневерхненемецком языке слово enikel означало «внук» (ср. совр. нем. Enkel). 
Исследователь его произведений немецкий историк-медиевист Филипп Штраух (1852—1934) называл его «Янсеном Эникелем», исходя из того, что имя «Янсен» в родительном падеже действительно относится к его тёзке-деду, хотя ещё в его время встречались и другие формы с определённым артиклем, например, «Янсен дер Энинкель» (нем. Jansen Eninchel) или «Янсен дер Эненкель». 
С середины XX столетия в научной литературе утвердилось упрощённое написание имени в форме «Янс Эникель», создавшее опасность неправильного прочтения второй части как фамилии, что отразилось, к примеру, в биографической статье о нём в «Словаре средневековой немецкой литературы». Между тем, именем хрониста было просто Янс, «Эникель» же является идентификатором, вроде «Янс Младший», в силу чего в справочной литературе его следует всегда указывать под буквой J, а не E. В силу названных обстоятельств, некоторые исследователи предпочитают называть его просто «Янсом из Вены» (нем. Jans von Wien), а порой и просто «Янсом», «Гансом» или «Иоганном».

## Сочинения

### «Всемирная хроника»
«Всемирная хроника» (нем. Weltchronik) Янса дер Эникеля написана была не ранее 1272-го и не позднее 1277 года, когда умер папа Иоанн XXI, но вплоть до 1290-го перерабатывалась, сохранившись в нескольких редакциях, наиболее полная из которых включает 28 558 рифмованных двустиший на средневерхненемецком языке. Она излагает мировую историю начиная с Сотворения мира, пересказывая сначала большую часть повествовательного материала Ветхого Завета, затем гомеровский цикл и античную историю, особенно эпоху  Александра Македонского, переходя после него сначала к Риму, а затем к Карлу Великому, и, вслед за этим, охватывает события средневековой истории вплоть до смерти в 1250 году германского императора Фридриха II, жизнеописание которого является одним из наиболее подробных.
Основными источниками для Янса послужили: всемирная латинская энциклопедия «Об образе мира, или мироустройстве» Гонория Августодунского (1133), рифмованная «Императорская хроника» (нем. Kaiserchronik) Конрада из Регенсбурга (1150), «Схоластическая история» Петра Коместора (1173), «Саксонская всемирная хроника» (1229), а также «Всемирная хроника» (нем. Weltchronik) Рудольфа Эмсского и анонимная тюрингская рифмованная «Хроника Христа Вседержителя» (нем. Christherre-Chronik), составленные в середине XIII века.
Как историк Янс отличается весьма вольным обращением с фактами, нередко искажая детали для развлечения читателей и разнообразя расхожие мотивы заимствованиями из непроверенных источников, в силу чего исследователи XIX века оценивали его хронику в качестве источника довольно невысоко. Так, издатель её Филипп Штраух даже навлёк на её автора дурную славу, окрестив его «рифмоплётом», предпочитавшим истине различные мифы и басни. В реальности Янс является одним из первых немецкоязычных городских писателей и заслуживает похвалы скорее как рассказчик, чем как поэт, поскольку рифмы его нередко надуманные, тогда как исторические анекдоты являются важным источником для исследователей средневековой городской культуры и менталитета.
Как летописец Янс следует вернакулярной городской летописной традиции, представленной «Императорской хроникой», «Всемирной хроникой» Рудольфа Эмсского, «Саксонской всемирной хроникой» и «Кристерре-хроник», или «Хроникой Христа Вседержителя», добавляя к ней новые акценты. Стиль его сочинения анекдотический, оно наполнено множеством занимательных рассказов, нередко подменяющих собой реальную историю. Например, описание правления императора Фридриха II прерывается для того, чтобы рассказать вымышленную историю рыцаря по имени Фридрих фон Антфурт, едва не обесчестившего своими домогательствами одну герцогиню, которой удалось отвязаться от нетерпеливого ухажёра лишь после того, как она дозволила ему участвовать в турнире в собственной ночной сорочке вместо доспехов, но после его неожиданной победы вынуждена была надеть её, порванную и окровавленную, в церковь.
Другие фривольные анекдоты включают, например, историю о Ное, обнаружившем вино, когда им напилась его коза, о его сыне, посещавшим в нарушение строгого запрета спальню своей жены в отцовском ковчеге, о том, как император Нерон породил однажды жабу, или о злых чарах, побудивших совершить однажды акт некрофилии самого Карла Великого.
Вместе с тем, во «Всемирной хронике» Янс присутствуют сюжеты, интересные с точки зрения истории литературы. В частности, он стал первым писателем, изложившим на немецком языке легенду о папессе Иоанне, вероятно, заимствованную им из трактата Этьена де Бурбона «О различных материях, похвалы достойных», а также историю о кольце Саладина, воспроизведённую позже в рассказе 73-м из сборника «Новеллино», а также в третьей новелле первого дня из «Декамерона» Бокаччо. В 1779 году она положена была в основу сюжета «Притчи о кольце» из пьесы Готхольда Эфраима Лессинга «Натан Мудрый» (нем. Nathan der Weise). 
Адаптация Янсом еврейского повествовательного материала, как и переработка им библейских сюжетов, является весьма оригинальной и нетипичной для европейской историографии XIII века, в силу чего представляет немалый интерес для литераторов. Однако как исторический источник труд его не является надёжным, за исключением последней тысячи двустиший, в которых описываются события, современные жизни автора, в частности, напряжённые отношения между населением Вены и императором Фридрихом II.
Получив известность, «Всемирная хроника» Янса дер Эникеля сделалась источником для ряда более поздних средневерхненемецких произведений, в частности, вышеназванной «Всемирной хроники» Генриха Мюнхенского и немецких исторических библий (нем. Historienbibeln). С начала XIV века её текст включался в рукописные компиляции, имеющие сложную литературную историю. Самыми ранними из них могут считаться комбинации с текстом «Хроники Христа Вседержителя», получившие известность как «Эникель-Кристерре-смеси» (нем. Enikel-Christherre-Mischtext), которые, в свою очередь, стали основой для «Расширенной Кристерр-хроник» (нем. Erweiterte Christherr-Chronik). Существуют также рукописи, в которых отдельные главы хроники Янса перемежаются выдержками из произведений Рудольфа Эмсского (XIII в.) и Генриха из Мюнхена (XIV в.). 
Известно не менее 38 рукописей «Всемирной хроники» Янса, содержащих как её оригинальный текст, так и компиляции, пять из которых, включая наиболее ранний манускрипт 1340-х годов из Баварской государственной библиотеки в Мюнхене (BSB, cgm 11), признаются полными. Новые фрагменты её время от времени обнаруживаются до сих пор. Наиболее ранние рукописи обильно иллюстрированы раскрашенными миниатюрами, содержание которых настолько хорошо интегрировано с текстом, что явно обусловлено авторским планом. Многие миниатюры включались и в позднейшие компиляции, но начиная с XV века эта практика исчезает, и оформление рукописей хроники становится беднее.
В 2003 году Институтом Средневековых исследований Университета Западного Мичигана в Каламазу выпущен был комментированный английский перевод «Всемирной хроники», подготовленный британским филологом, профессором Лондонского и Регенсбургского университетов, президентом международного Общества средневековых хроник Грэмом Данфи.

### «Княжеская книга»
Рифмованная «Княжеская книга» (нем. Fürstenbuch) Янса  дер Эникеля представляет собой самую раннюю известную историю города Вены, и, возможно, первую городскую хронику на немецком языке, основанную, главным образом, на генеалогиях герцогской семьи и местных анналах, в первую очередь «Продолжении [анналов] венских проповедников» (лат. Continuatio de Praedicatorum Vindobonensium). Она состоит из 4258 средневерхненемецких стихов, значительно короче «Всемирной хроники» и беднее её по содержанию, но является более надёжным источником, важным для исследования городской жизни и сословного устройства на заре Габсбургской империи. 
Вероятно, Янс писал «Княжескую книгу» в рифмованных двустишиях уже после своей хроники, скорее всего, между 1280 и 1290 годами, изложив в ней историю Вены с момента основания города до 1246 года, уделив особое внимание правлению в ней Бабенбергов, начиная с маркграфа Адальберта Победоносного (1018 —1055) до герцога Фридриха II Воителя, но так и не успел её завершить. В первой половине XV века анонимный продолжатель довёл её до 1439 года, смерти Фридриха IV Тирольского.
Как источник «Княжеская книга» представляет немалый интерес, поскольку содержит, к примеру, самое раннее упоминание о красно-бело-красных цветах государственного флага Австрии. В числе прочего, в ней излагается австрийская версия обстоятельств пленения в 1193 году Ричарда Львиное Сердце, в частности, рассказывается, как английский король, возвращаясь из Святой земли инкогнито, нашёл приют на кухне у герцога Леопольда V, где его заставили жарить гуся на вертеле. И когда его опознали и схватили, якобы прозвали «благородным жареным гусем» (edele [r] brâtaer). 
Излагаемая Янсом биография герцога Фридрих II Бабенберга содержит вымышленный рассказ о его конфликте с императором на сейме в Вероне (1245), который, похоже, используется хронистом для демонстрации собственно австрийских взглядов на европейскую политику. Когда император, гласит рассказ, приглашает гордого герцога на званый обед, тот отказывается, заявив, что у него достаточно денег, чтобы закатить собственный пир. Разгневанный император запрещает каждому горожанину продать герцогу даже дрова для кухни, однако последнему удаётся его перехитрить, использовав вместо поленьев запас грецких орехов. 
«Княжеская книга» представляет несомненный интерес и для филологов-медиевистов, поскольку сообщает такие подробности истории миннезанга при венском дворе, которые не зафиксированы в других источниках. 
Впервые «Княжеская книга» напечатана была ещё в 1618 году в Линце лингвистом и энциклопедистом Иеронимом Мегизером, там же в 1740 году переиздана, а в 1793 году частично опубликована в Вене историком Адрианом Раухом. Критическое издание её, вместе с текстом «Всемирной хроники», частично опубликованной ещё в 1854 году в Мюнхене Карлом Ротом, увидело свет в 1900 году в Ганновере и Лейпциге под редакцией вышеназванного Филиппа Штрауха, включившего оба памятника в третий том серии «Средневековые немецкие хроники» свода «Monumenta Germaniae Historica». 

### Переводы
Помимо исторических трудов, Янс дер Эникель переложил на средневерхненемецкий язык «Фаблио трёх рыцарей» (фр. Fabliau des trois chevaliers) и канцоны французского трувера XIII века Жака де Безье.

## Память
В 1894 году именем Янса дер Эникеля была названа улица Эненкельштрассе в Вене, в квартале Оттакринг (16-й округ). В Линце также есть улица Эненкельштрассе.

## Комментарии
1. ↑  То есть монахов ордена братьев-проповедников, как называли доминикацев.

## Публикации
- Jansen Enikels Werke. Weltchronik. Fürstenbuch. Herausgegeben von Philipp Strauch // Monumenta Germaniae Historica. — Tomus III. — Hanover; Leipzig, 1900. — 819 s.— (Scriptores 8: Deutsche Chroniken und andere Geschichtsbücher des Mittelalters, 3).
- History as Literature. German World Chronicles of the Thirteenth Century in Verse. Introduction, translation and notes by Graeme Dunphy. — Kalamazoo: Medieval Institute Publications, 2003. — 194 p. — (Medieval German texts in bilingual editions, 3). — ISBN 978-1-580440-42-4.